# Konrad Heusinger

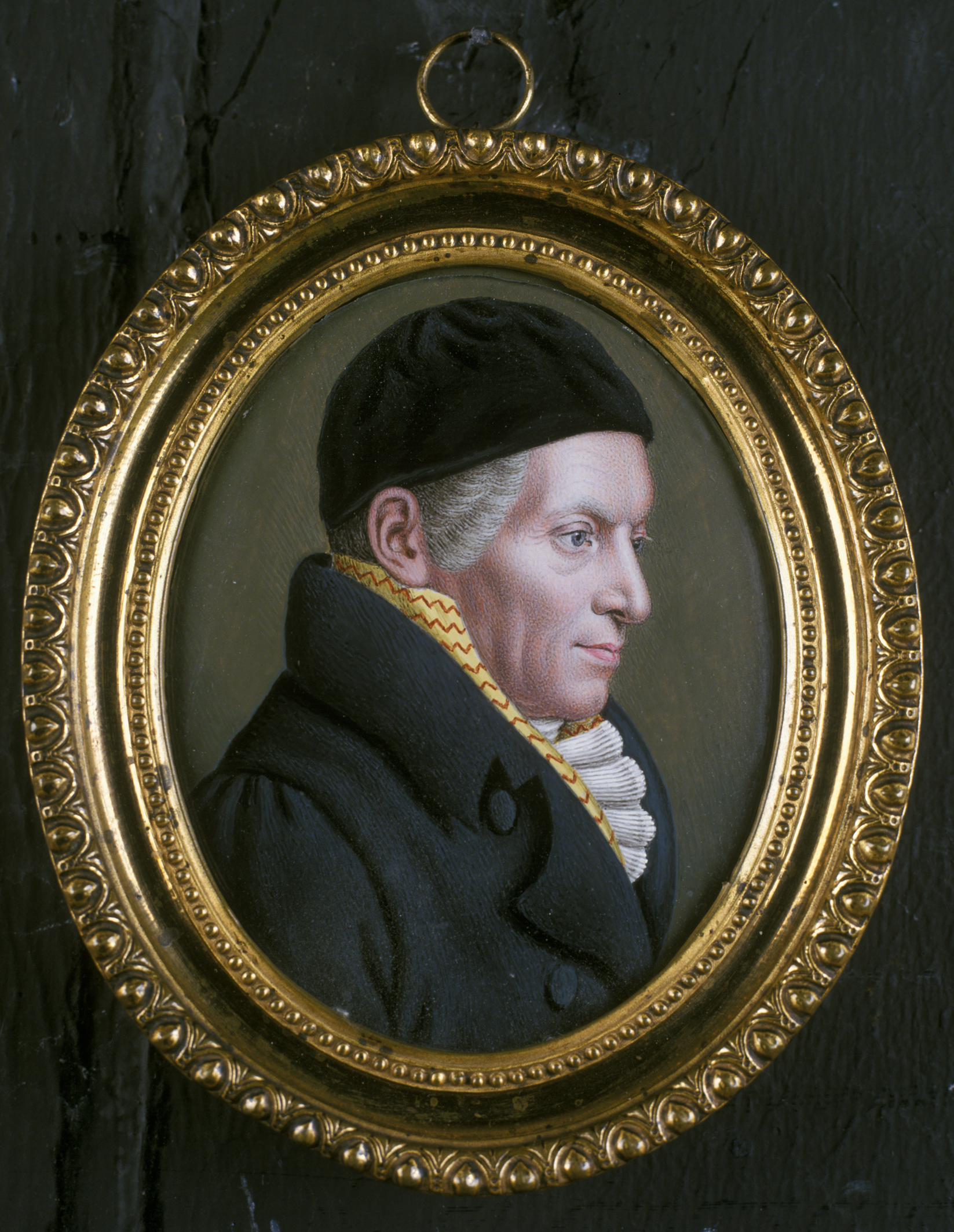
Konrad Heusinger im Jahr 1817(Bildnisminiatur, geschaffen von seinem Stiefbruder Johann Heusinger)

Konrad Heusinger, auch Conrad Heusinger (* 2. August 1752 in Wolfenbüttel; † 12. Januar 1820 ebenda) war ein deutscher Klassischer Philologe und Pädagoge.

## Leben
Heusinger wurde als Sohn von Jacob Friedrich Heusinger (1717–1778), Rektor der Großen Schule in Wolfenbüttel, geboren und absolvierte dort seine Gymnasialzeit. 1769 ging er zunächst auf die Universität Helmstedt, wechselte aber bereits 1770 an die Universität Göttingen. Dort wurde er insbesondere von Christian Gottlob Heyne geprägt und entschied sich dazu, wie bereits sein Vater, als Lehrer an die Schule zu gehen. Er arbeitete dennoch zunächst als Hauslehrer.
Nach dem Tod des Vaters wurde Heusinger 1778 Konrektor der Großen Schule in Wolfenbüttel und nahm seinen 17 Jahre jüngeren Bruder Johann Heusinger, den späteren Maler von Bildnisminiaturen am preußischen Hof in Berlin, auf.
1790 folgte er einem Ruf auf die Schulleiterposition am Katharineum in Braunschweig. Unter seiner Leitung soll die Schule erneut zur Blüte gekommen sein, außerdem zeichnete er sich durch die Verwendung einer fortschrittlichen Pädagogik aus.

## Werke
Heusinger war Herausgeber mit Joachim Heinrich Campe, Johann Stuve und Ernst Christian Trapp des Braunschweigischen Journals. Nach dem Tod von Johann Heinrich Justus Köppen übernahm er zudem die Herausgabe lateinischer Klassiker.
- Ovidii Heroides et A. Sabini epistolae, Braunschweig 1786, (Digitalisat).
- Übersetzung von Titus Livius Römische Geschichte, 5 Bände, Vieweg, Braunschweig 1821 (Volltext online im Projekt Gutenberg).